# Nokia N8
What will you do with it? / A többi rajtad múlik
A Nokia N8 egy Symbian^3 rendszerű okostelefon a Nokia N szériából. A Carl Zeiss optikával és xenon vakuval felszerelt modell a Nokia első olyan kamerás telefonja, mely 12 megapixeles kamerájával az eddigi legnagyobb képfelvevővel rendelkezik. Kapcsolódási lehetőségei többek között a HDMI kimenet, az USB On-The-Go és a Wi-Fi 802.11 b/g/n támogatás; a telefon Ujjérintéses vezérléssel rendelkezik, és ez az első készülék Pentaband 3.5G rádióval.
A készüléket 2010. áprilisában mutatták be, 2010. szeptember 23-ától kapható a Nokia online boltjaiban, és 2010. október 1-jén került a boltokba. Az N8-as a Nokia történelmének eddigi legnagyobb számú vevői előrendelését kapta.

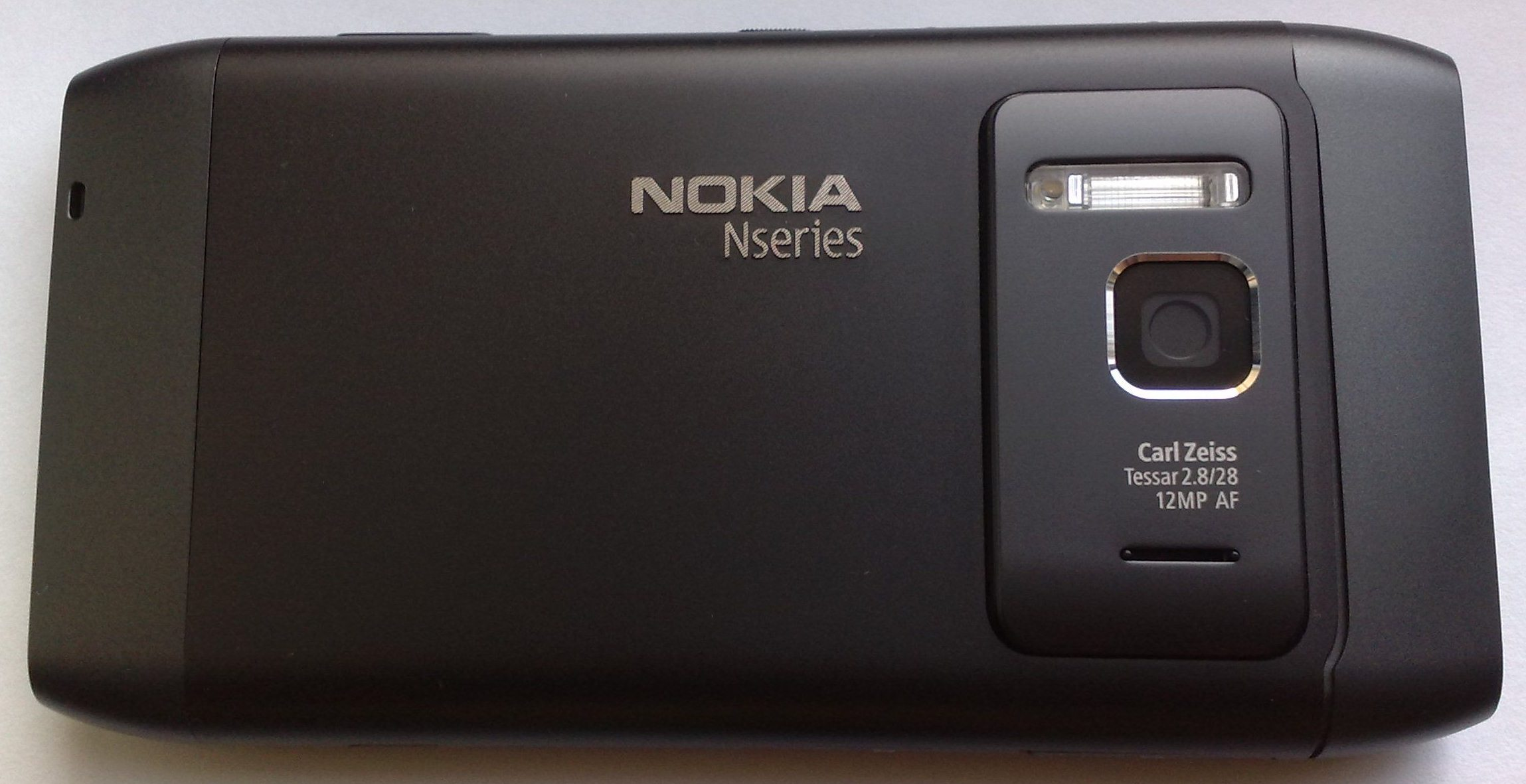
A telefon hátlapja a 12 megapixeles, autofókuszos, Carl Zeiss optikás és xenon vakus kamerával

## Történelem
Az N széria előző készüléke a Nokia N97 volt, melyet a régi firmware miatt (kevés RAM és szabad tárhely) számos kritika ért. Anssi Vanjoki, a Nokia értékesítésért felelős Nokia alelnöke azt állította egy interjúban, hogy az új készülék szoftvere jobb lesz, mint az N97-esé volt. Az N8-as az első Symbian^3 operációs rendszert használó készülék. Eredeti tervek szerint 2010 második negyedévében, végül is harmadik negyedévben került piacra.
Az előző fókuszos fényképezővel rendelkező Nokia modell a Nokia N86 volt, melynek 8 megapixeles kamerája van, és amely 2009 júniusa óta elérhető. Az N8-as a második Nokia-modell kapacitív érintőképernyővel a Nokia X6 után, és az első multi-touch technológiás érintőképernyővel.

## Hardver

### Akkumulátor-üzemidők
- BL-4D 1200 mAh Li-Ion akkumulátor
  - Beszélgetési idő (maximum): GSM: 720 perc, WCDMA: 350 perc
  - Készenléti idő (maximum): GSM: 390 óra, WCDMA: 400 óra
  - Videolejátszási idő (H.264 720p, 30 képkocka másodpercenként, maximum): 6 óra (HDMI-n keresztül TV-re)
  - Videófelvételi idő (H.264 720p, 25 képkocka másodpercenként, maximum): 200 perc
  - Videohívási idő (maximum): 160 perc
  - Zenelejátszási idő (kapcsolat nélkül, maximum): 50 óra

### Memória
- Belső memória: 16 GB
- MicroSD memóriakártya-olvasó, leállás nélküli csere, max. 32 GB

### Működési frekvencia
- GSM/EDGE 850/900/1800/1900
- WCDMA 850/900/1700/1900/2100
- Automatikus váltás a WCDMA és GSM-sávok között
- Repülő üzemmód

### Csatlakozás
- Bluetooth 3.0

AERZ
- 2 milliméteres töltő-csatlakozó
- Micro USB csatlakozó és töltés
- Nagy sebességű USB 2.0 kapcsolat (micro USB-csatlakozó)
- Közvetlen (On-the-Go) USB
- 3,5 milliméteres AV csatlakozó
- FM-rádió
- FM-rádióadó

### Adathálózat
- GPRS/EDGE class B, multislot class 33
- HSDPA Cat9, maximális sebesség akár 10,2 Mbps, HSUPA Cat5 2,0 Mbps
- WLAN IEEE802.11 b/g/n
- TCP/IP protokoll támogatása
- Adatmodemként használható
- Támogatás az MS Outlook névjegyalbum, naptár és jegyzetek szinkronizálásához

## Szoftver
- Symbian^3
- Java MIDP 2.1
- Qt 4.6.2, Web Runtime 7.2
  - HTML 4.1
- Hálózaton keresztüli (FOTA) és interneten keresztüli (FOTI) szoftverfrissítés
- Flash Lite 4.0
- OMA DM 1.2, OMA klienstámogatás 1.1

## Fordítás
- Ez a szócikk részben vagy egészben  a   Nokia N8 című angol Wikipédia-szócikk ezen változatának fordításán alapul.  Az eredeti cikk szerkesztőit annak laptörténete sorolja fel. Ez a jelzés csupán a megfogalmazás eredetét és a szerzői jogokat jelzi, nem szolgál a cikkben szereplő információk forrásmegjelöléseként.